# Mapin Kebak
Mapin Kebak is een bestuurslaag in het regentschap Sumbawa van de provincie West-Nusa Tenggara, Indonesië. Mapin Kebak telt 3156 inwoners (volkstelling 2010).